# Listă de dramaturgi italieni
Listă de dramaturgi italieni:
- (c. 1230–1306) Jacopone da Todi
- (1261–1329) Albertino Mussato
- (1469–1527) Niccolò Machiavelli
- (1470–1520) Bernardo Dovizio da Bibbiena
- (1474–1533) Ludovico Ariosto
- (1492–1556) Pietro Aretino
- (1492–1573) Donato Giannotti
- (1503–1584) Anton Francesco Grazzini
- (1504–1573) Giambattista Giraldi Cinthio
- (1507–1566) Annibale Caro
- (1508–c. 1568) Ludovico Dolce
- (c. 1525–c. 1586) Giovanni Battista Cini
- (1535–1615) Giambattista Della Porta
- (1538–1612) Gian Battista Guarini
- (1541–1585) Luigi Groto
- (1548–1600) Giordano Bruno
- (1568–1642) Michelangelo Buonarroti cel Tânăr
- (1675–1755) Francesco Scipione, marchiz de Maffei
- (1698–1782) Pietro Metastasio
- (1707–1793) Carlo Goldoni
- (1720–1806) Carlo Gozzi
- (1728–1787) Ferdinando Galiani
- (1749–1803) Vittorio Alfieri
- (1754–1828) Vincenzo Monti
- (1776–1834) Giovanni Giraud
- (1778–1827) Ugo Foscolo
- (1785–1873) Alessandro Manzoni
- (1800–1846) Carlo Marenco
- (1816–1882) Paolo Giacometti
- (1822–1889) Paolo Ferrari
- (1830–1881) Pietro Cossa
- (1839–1915) Luigi Capuana
- (1842–1911) Antonio Fogazzaro
- (1847–1906) Giuseppe Giacosa
- (1852–1909) Alfredo Oriani
- (1860–1934) Salvatore Di Giacomo
- (1861–1943) Roberto Bracco
- (1863–1938) Gabriele D'Annunzio
- (1867–1927) Augusto Novelli
- (1867–1936) Luigi Pirandello
- (1874–1934) Dario Niccodemi
- (1876–1944) Filippo Tommaso Marinetti
- (1877–1949) Sem Benelli
- (1878–1960) Massimo Bontempelli
- (1880–1918) Guillaume Apollinaire
- (1880–1947) Luigi Chiarelli
- (1882–1921) Ercole Luigi Morselli
- (1892–1953) Ugo Betti
- (1898–1992) Valentino Bompiani
- (1900–1984) Eduardo De Filippo
- (1907–1954) Vitaliano Brancati
- (1911–1980) Diego Fabbri
- (1911–2007) Gian Carlo Menotti
- (1927–1989) Roberto Mazzucco

## Vezi și
- Listă de piese de teatru italiene
- Listă de dramaturgi
- Listă de scriitori italieni